# Andaspis naracola
Andaspis naracola är en insektsart som beskrevs av Sadao Takagi 1960. Andaspis naracola ingår i släktet Andaspis och familjen pansarsköldlöss. Inga underarter finns listade i Catalogue of Life.